# Ellisella rosea
Ellisella rosea is een zachte koraalsoort uit de familie Ellisellidae. De koraalsoort komt uit het geslacht Ellisella. Ellisella rosea werd in 1995 voor het eerst wetenschappelijk beschreven door Bayer & Grasshoff. 